# Bolborhachium nanum
Bolborhachium nanum är en skalbaggsart som beskrevs av Henry Fuller Howden 1985. Bolborhachium nanum ingår i släktet Bolborhachium och familjen Bolboceratidae. Inga underarter finns listade.